# Samuel Liddell MacGregor Mathers
Samuel Liddell "MacGregor" Mathers (Londres, 8 de janeiro de 1854 – Paris, 5 de novembro de 1918) foi um ocultista britânico, fundador, junto com o Dr. William Wynn Westcott e o Dr. William Robert Woodman, da sociedade esotérica Ordem Hermética da Aurora Dourada sendo o principal responsável pela elaboração das técnicas, rituais e documentos da ordem. Era também conhecido pelos motes S Rioghail Mo Dhream (S.R.M.D.) e Deo Duce Comite Ferro (D.D.C.F.). Este último era utilizado por Mathers enquanto investido no cargo de Chefe da Segunda Ordem da Ordem Hermética da Aurora Dourada.

## Vida
Nasceu em 8 ou 11 de janeiro de 1854 em Londres, Inglaterra. Seu pai, William M. Mathers, morreu quando Samuel Liddell ainda era adolescente. Sua mãe, cujo nome de solteira era Collins, morreu em 1885. Ele estudou na Bedford School, mais tarde trabalhando em Bournemouth, Sussex, como escriturário, antes de se mudar para Londres após a morte de sua mãe.
O estilo de vida de Mathers era incomum para sua época e muitas vezes beirava a excentricidade. Ele mudou seu sobrenome para "MacGregor", alegando assim uma origem nobre nas Terras Altas da Escócia, embora haja poucas chances de que sua família tivesse tal linhagem. Ele era vegetariano, um antivivisseccionista declarado e não fumava. Sabe-se com certeza que seus principais interesses eram a magia e a teoria da guerra, seu primeiro livro foi a tradução de um manual militar francês.
Mathers foi introduzido em uma ordem maçônica por um vizinho, o alquimista Frederik Holland, e foi iniciado na Loja di Hengist nº 195 em 4 de outubro de 1877. Em 30 de janeiro de 1878 obteve o grau de Mestre Maçom, e em 1882 foi admitido na Societas Rosicruciana em Anglia, onde obteve a 8ª série em pouco menos de quatro anos.
Sua esposa era Moina Bergson (também conhecida como Mina Bergson, Moina Mathers ou Mina Mathers), irmã do filósofo Henri Bergson. Mathers e Moina se conheceram em 1888. Ficaram noivos, e casaram-se, em 16 de junho de 1890, em Chacombe, Oxfordshire, em uma cerimônia presidida pelo Reverendo W. A. Ayton, que era também integrante da Ordem da Aurora Dourada.
Em 1890, Mathers é admitido como bibliotecário assistente no Horniman Museum, à pedido de Annie Horniman, membro da Ordem Hermética da Aurora Dourada, amiga de longa data de Moina Mathers, e filha de Frederick Horniman, dono do referido museu à época.
Em 1892, Annie Horniman ofereceu dinheiro à Moina Mathers a fim de que essa pudesse estudar artes em Paris. A oferta foi aceita, e, em maio de 1892, Moina e Mathers mudaram-se de Londres para Paris.
Em janeiro de 1894, Mathers fundou um novo Templo da Ordem Hermética da Aurora Dourada em Paris, o Templo Ahathoor.
Mathers era poliglota; além de seu inglês nativo, ele sabia ler e traduzir vários idiomas, incluindo francês, latim, grego antigo, hebraico, gaélico e copta. Suas traduções de livros como O Livro da Magia Sagrada de Abramelin, o Mago, A Cabala Revelada, A Chave do Rei Salomão ou A Chave Menor de Salomão fizeram com que ele fosse altamente criticado quanto à qualidade de suas traduções, bem como responsável por disponibilizar extensas assuntos obscuros e inacessíveis ao mundo iletrado de língua inglesa. Desde a publicação dos trabalhos de Mathers, eles tiveram uma influência considerável no desenvolvimento das ciências ocultas e esotéricas nos países de língua inglesa.
Além de muitos apoiadores, ele também tinha inimigos e críticos. Um de seus inimigos mais notáveis foi seu antigo amigo e aluno Aleister Crowley. Crowley retratou Mathers como um vilão chamado SRMD em seu romance Moonchild, publicado em 1929.
Mathers morreu em 5 ou 20 de novembro de 1918. A forma de sua morte é desconhecida. Sua certidão de óbito não lista a causa de sua morte. Violet Firth (Dion Fortune) afirmou que sua morte foi resultado da grande epidemia de gripe espanhola de 1918. Os poucos fatos conhecidos sobre a vida privada de Mathers tornam muito difícil fundamentar tais afirmações.

## Publicações
- Mathers, S. L. MacGregor (1887). The Kabbalah Unveiled. Londres: Kegan Paul, Trench, Trubner & Co.
- Mathers, S. L. MacGregor (1888). The Tarot (pamphlet)
- Mathers, S. L. MacGregor (1889). The Key of Solomon The King. London: George Redway
- von Worms, Abraham (1900). The Book of the Sacred Magic of Abramelin the Mage. Traduzido por S. L. MacGregor Mathers. London: John M. Watkins
- Mathers, S. L. MacGregor (1904).  Crowley, Aleister, ed. The Lesser Key of Solomon: Goetia. Foyers, Inverness: Society for the Propagation of Religious Truth